# Rävlidengruvan
Rävlidengruvan är ett naturreservat i Lycksele kommun i Västerbottens län.
Området är naturskyddat sedan 1997 och är 18 hektar stort. Reservatet består av gammal gran- och tallskog. Namnet kommer från den nerlagda Rävlidengruvan utanför reservatet.